# 費司克因果
費司克-因果 Fisker Karma 是一款由設計BMW Z8與Aston Martin DB9等作品的名設計師Henrik Fisker所設計的插電混合動力跑車，還有太陽能板於車頂，由費司克汽車和芬蘭Valmet汽車合作生產開發，最大對手為特斯拉S型. 車名取自佛教因果論，暗示環保的行為可以造福世界眾人。

## 性能
美國國家環境保護局(EPA)測試該車全電動模式油耗為52 mi/US gal（4.5 L/100 km；62 mi/imp gal）(MPG-e) ,汽油模式為 20 mi/US gal（12 L/100 km；24 mi/imp gal） 最大航程為32 mi（51 km）.都有傑出表現.
2009年此車發表後, 直到2011年七月才在美國上市,採用A123公司的電池組 消費者直到11月才拿到車.基本款售價為102,000美元 , 全配備為116,000美元 .首批量產2000台.

## 火燒車事故
因果上市後一年多內發生多起停放車輛無故火燒車事件導致首批車全部召回，形象大為損傷，大眾懷疑電動車的安全性，原廠則聲稱調查是前輪的低溫冷卻風扇，因風扇作動不正常而導致過熱及起火。Fisker宣稱這次的事故責任要由該零件供應商來扛，但他們會跟供應商一起處理這個問題。被召回的車輛將會換上新的風扇，及多裝一顆增加保護性的保險絲，然而提供因果電池核心組的A123公司卻於2012年10月宣布破產。

## 外部連結
- .   [2009-09-14]. （原始内容存档于2013-12-16）.
- . automoblog.net.   [2009-09-14]. （原始内容存档于2011-07-21）.
- Herrera, Ricardo. . motorfull.com. 2 December 2008  [2009-09-14]. （原始内容存档于2009-01-24） （西班牙语）.